# Rocuronio
El bromuro de rocuronio, comercializado bajo el nombre de Esmerón (Zemuron en EE. UU.) es un fármaco aminoesteroide empleado en anestesia, que actúa en la placa terminal motora, compitiendo por los receptores colinérgicos.

Este producto fue introducido al mercado en 1994 y es un análogo desacetoxi del vecuronio, pero con un inicio de acción más rápido del bloqueo neuromuscular. En ocasiones, se utiliza junto con otras sustancias para administrar la inyección letal.

## Mecanismo de acción
El rocuronio actúa en la placa motora uniéndose competitivamente a los receptores colinérgicos nicotínicos. Como resultado, se evita la despolarización, ya que los iones de calcio no se liberan y la contracción muscular no se produce.
Debido a este mecanismo de acción al tipo de fármacos como el rocuronio se les conoce como bloqueadores neuromusculares. La evidencia también sugiere que los agentes no despolarizantes pueden afectar la liberación de acetilcolina.
El nombre del rocuronio deriva de Rapid Onset Curonio (curonio inicio rápido), debido a que su inicio de acción es más veloz.
El rocuronio tiene como principal ventaja el rápido inicio del bloqueo neuromuscular mediante el cual se logran buenas condiciones de intubación dentro de 60 a 90 segundos de aplicada la dosis. Su eliminación ocurre cerca de cuarenta minutos después, sin embargo, aumentar la dosis para acelerar el inicio del bloqueo neuromuscular incrementa la duración de la acción.
El rocuronio está libre de efectos hipercalémicos, podría considerarse para la inducción de la anestesia de secuencia rápida en pacientes con quemaduras.
El inicio de acción rápida del rocuronio permite que sea empleado usarlo como alternativa a la succinilcolina con la finalidad de poder
relajar los músculos de la laringe y los maxilares, para poder facilitar la intubación traqueal. En ocasiones, con la succinilcolina pueden observarse efectos cardiovasculares, que quizá sean provocados por la estimulación sucesiva de los ganglios simpáticos (lo cual origina hipertensión y taquicardia) y de los ganglios vagales (manifestados por bradicardia).

## Uso en embarazo y lactancia
Aunque los anestesiólogos han usado el fármaco en mujeres que han sido sometidas a cesárea, recomiendan usar sólo una dosis de 0.6 mg por kilogramo de peso. Dosis mayores no han sido investigadas en este grupo de pacientes.

## Reversión
La acción del rocuronio (igual que del vecuronio) es bloqueada por el sugammadex.